# Giuseppe Petrocchi
Giuseppe Petrocchi (Ascoli Piceno, 19 agosto 1948) è un cardinale e arcivescovo cattolico italiano, dal 1º agosto 2024 arcivescovo emerito dell'Aquila.

## Biografia
È nato a Venagrande, frazione del comune di Ascoli Piceno, il 19 agosto 1948.

### Formazione
È entrato nel seminario vescovile di Ascoli Piceno il 4 ottobre 1965, e ivi ha completato gli studi liceali, conseguendo la maturità classica.
Nel settembre 1967 il vescovo Marcello Morgante lo ha inviato presso il Pontificio Seminario Romano Maggiore.
Ha compiuto gli studi filosofici e teologici presso la Pontificia Università Lateranense, dove ha conseguito il baccellierato in filosofia e la licenza in teologia dogmatica.
Successivamente si è laureato in filosofia presso l'Università degli Studi di Macerata e in psicologia presso l'Università Statale di Roma.

### Ministero sacerdotale
Il 15 settembre 1973 è stato ordinato sacerdote per la diocesi di Ascoli Piceno nella chiesa di san Pietro martire.
- 1973 - 1975: ha operato nell'ambito della Pastorale giovanile diocesana;
- 1973 - 1978: insegnante di religione presso il Liceo Scientifico Statale di Ascoli Piceno;
- 1975 - 1985: direttore del Centro diocesano vocazionale;
- 1975 - 1996: animatore principale del Movimento diocesano dell'Opera di Maria;
- 1978 - 1997: docente di filosofia, pedagogia e psicologia presso la sezione magistrale del Liceo Classico Statale di Ascoli Piceno;
- 1981 - 1986: parroco di Cerreto di Venarotta;
- 1986 - 15 febbraio 1998: parroco di Trisungo;
- 1991 - 1998: caporedattore del bollettino diocesano.
- 15 febbraio 1998 - 20 settembre 1998: parroco della parrocchia dei Santi Pietro e Paolo in Ascoli Piceno.

È stato, in diversi periodi, docente presso la Scuola diocesana di formazione teologica per laici.
È stato collaboratore del Consultorio familiare di ispirazione cristiana e membro del Consiglio pastorale diocesano. Per un triennio, su nomina vescovile, è stato membro del Consiglio presbiterale diocesano.

### Ministero episcopale e cardinalato

#### Vescovo di Latina-Terracina-Sezze-Priverno
Il 27 giugno 1998 è stato nominato, da papa Giovanni Paolo II, vescovo di Latina-Terracina-Sezze-Priverno.
Il 20 settembre dello stesso anno, nella chiesa di san Francesco ad Ascoli Piceno, ha ricevuto la consacrazione episcopale per l'imposizione delle mani del vescovo Silvano Montevecchi, co-consacranti i vescovi Domenico Pecile e Marcello Morgante.
Ha preso possesso della diocesi il 18 ottobre.
Il 23 marzo 2005 ha indetto il primo sinodo diocesano pontino, che si è concluso il 26 maggio 2012.
Ha istituito ed inaugurato, il 2 luglio 2010, il museo diocesano d'arte sacra di Sezze; ha promosso inoltre la realizzazione di una nuova curia diocesana a Latina.

#### Arcivescovo metropolita dell'Aquila

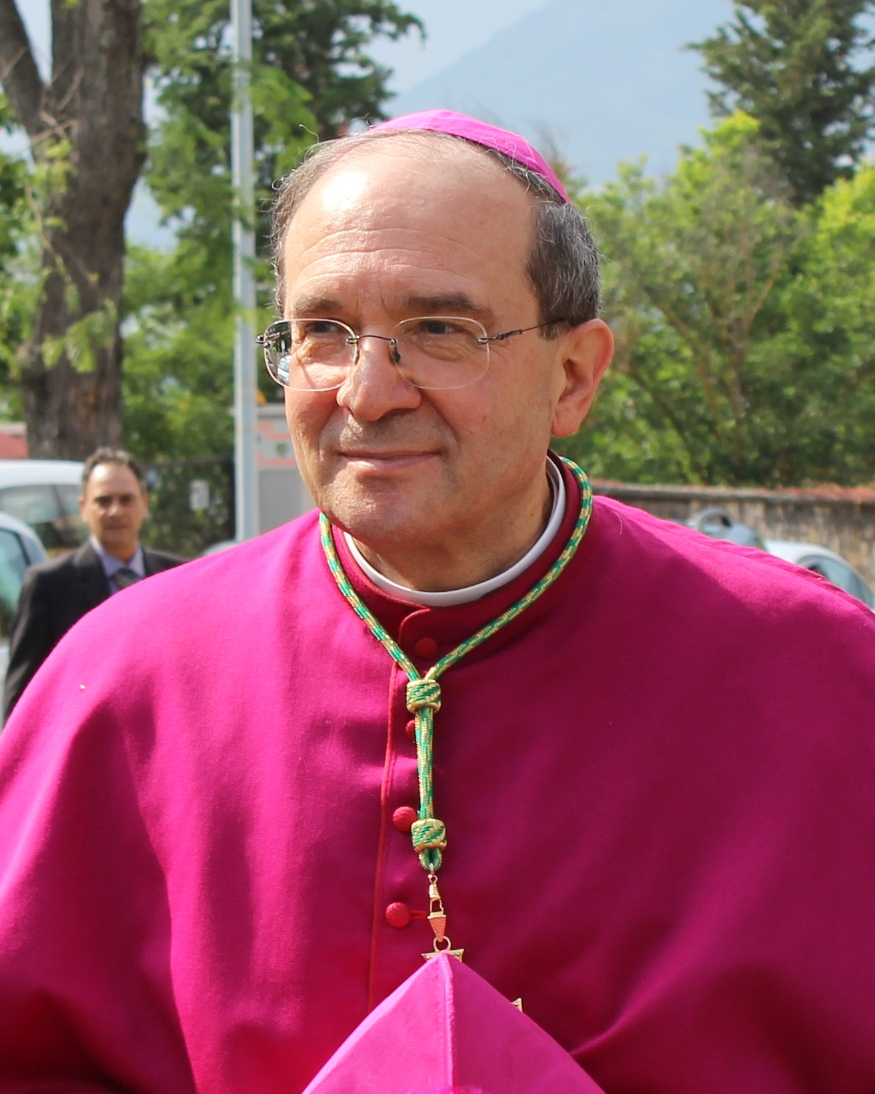
Mons. Petrocchi

L'8 giugno 2013 è stato nominato arcivescovo metropolita dell'Aquila da papa Francesco.
Il 29 giugno ha ricevuto il pallio dalle mani dello stesso pontefice nella basilica di San Pietro in Vaticano.
Si è insediato all'Aquila il 7 luglio. Dopo aver reso omaggio alle vittime del terremoto del 2009 presso la Casa dello Studente (luogo-simbolo della sciagura), e dopo aver visitato la cattedrale della città, ancora inagibile, ha preso possesso canonico dell'arcidiocesi nella basilica di Santa Maria di Collemaggio.
Il 20 maggio 2018, al termine del Regina Cœli, papa Francesco ha annunciato la sua creazione a cardinale nel concistoro del 28 giugno successivo.
Nell'aprile 2020 lo stesso papa lo nomina presidente di una nuova Commissione di studio sul diaconato femminile, dopo quella che ha lavorato dal 2 agosto 2016 al 2019.
L'11 gennaio 2021 viene eletto presidente della Conferenza episcopale dell'Abruzzo-Molise, succedendo a mons. Bruno Forte, arcivescovo metropolita di Chieti-Vasto. Mantiene l'incarico fino al 10 giugno 2024.
Al compimento del 75º anno di età presenta al pontefice la rinuncia al governo pastorale dell'arcidiocesi metropolitana dell'Aquila ma il nunzio apostolico in Italia, Emil Paul Tscherrig, gli comunica l'intenzione del papa di confermarlo nell'incarico per un anno con contestuale nomina del vescovo titolare di Cerenza ed ausiliare dell'Aquila Antonio D'Angelo ad arcivescovo coadiutore dell'Aquila. Il 1º agosto 2024 papa Francesco accoglie la rinuncia.
Il 7 e 8 maggio 2025 ha partecipato come cardinale elettore al conclave che ha portato all'elezione di papa Leone XIV.
È membro dei seguenti organi della Santa Sede: Commissione cardinalizia di vigilanza dell'Istituto per le Opere di Religione (I.O.R.), Dicastero per la cultura e l'educazione, Dicastero delle cause dei santi, Dicastero per il clero, Consiglio per l'economia e Pontificia commissione per lo Stato della Città del Vaticano.

## Stemma e motto
Lo stemma è un inquartato:
- nel primo e quarto: d'azzurro alle tre bande d'oro, che indicano la Trinità;
- nel secondo: di rosso al monogramma di Cristo d'oro, il colore della Fede, della Speranza e della Carità;
- nel terzo: di rosso alla stella ad otto raggi d'oro, che indica Maria, madre della Chiesa

Il motto del cardinale è "Ante omnia caritas" ("Prima di tutto la carità").

## Genealogia episcopale e successione apostolica
La genealogia episcopale è:
- Cardinale Scipione Rebiba
- Cardinale Giulio Antonio Santori
- Cardinale Girolamo Bernerio, O.P.
- Arcivescovo Galeazzo Sanvitale
- Cardinale Ludovico Ludovisi
- Cardinale Luigi Caetani
- Cardinale Ulderico Carpegna
- Cardinale Paluzzo Paluzzi Altieri degli Albertoni
- Papa Benedetto XIII
- Papa Benedetto XIV
- Papa Clemente XIII
- Cardinale Enrico Benedetto Stuart
- Papa Leone XII
- Cardinale Chiarissimo Falconieri Mellini
- Cardinale Camillo Di Pietro
- Cardinale Mieczysław Halka Ledóchowski
- Cardinale Jan Maurycy Paweł Puzyna de Kosielsko
- Arcivescovo Józef Bilczewski
- Arcivescovo Bolesław Twardowski
- Arcivescovo Eugeniusz Baziak
- Papa Giovanni Paolo II
- Cardinale Achille Silvestrini
- Vescovo Silvano Montevecchi
- Cardinale Giuseppe Petrocchi

La successione apostolica è:
- Arcivescovo Antonio D'Angelo (2021)